# Picote
Picote (mirandesisch: Picuote) ist ein Dorf und eine Gemeinde im Nordosten Portugals.

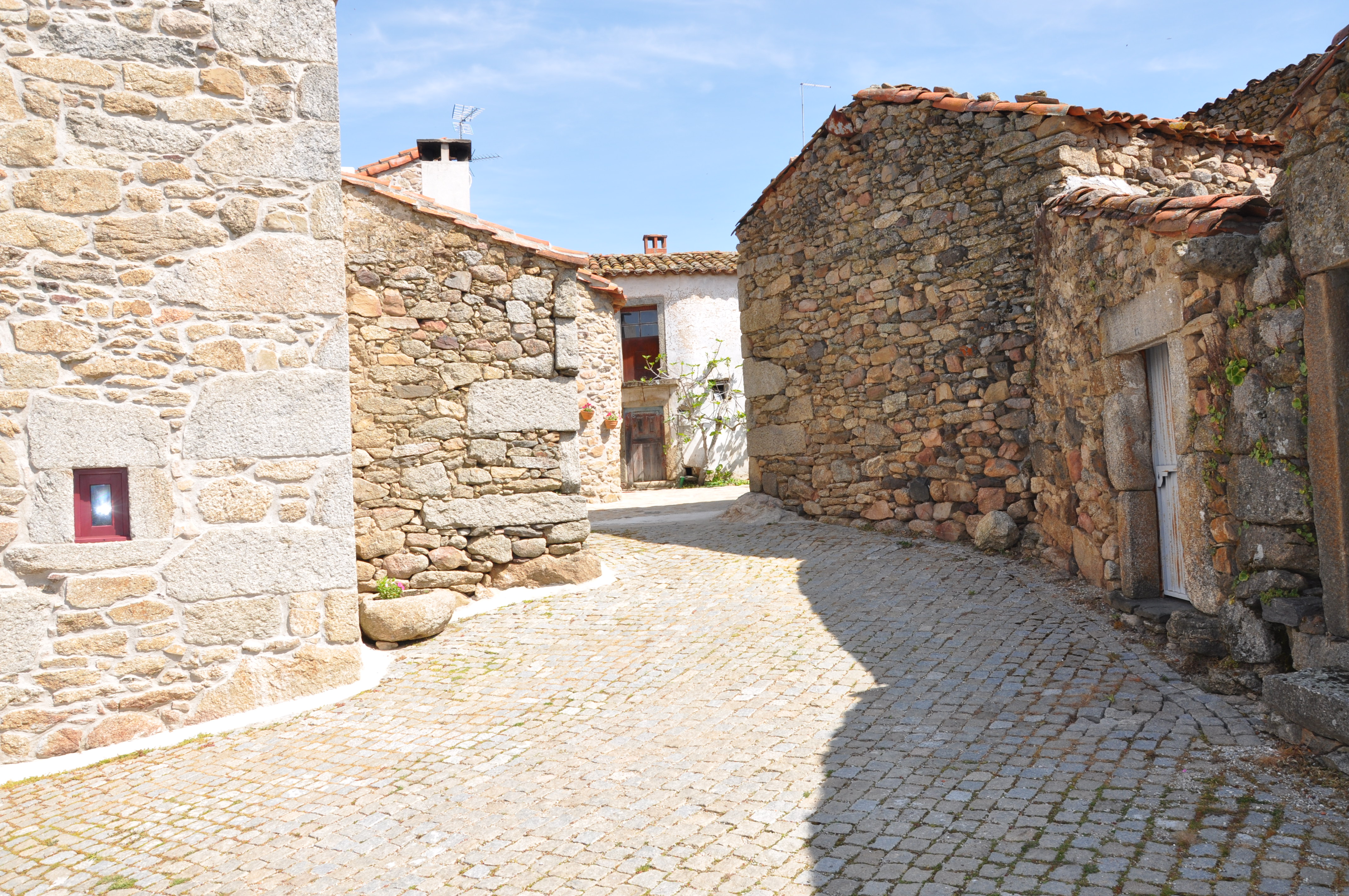
Gassen im historischen Ortskern von Picote

## Geschichte

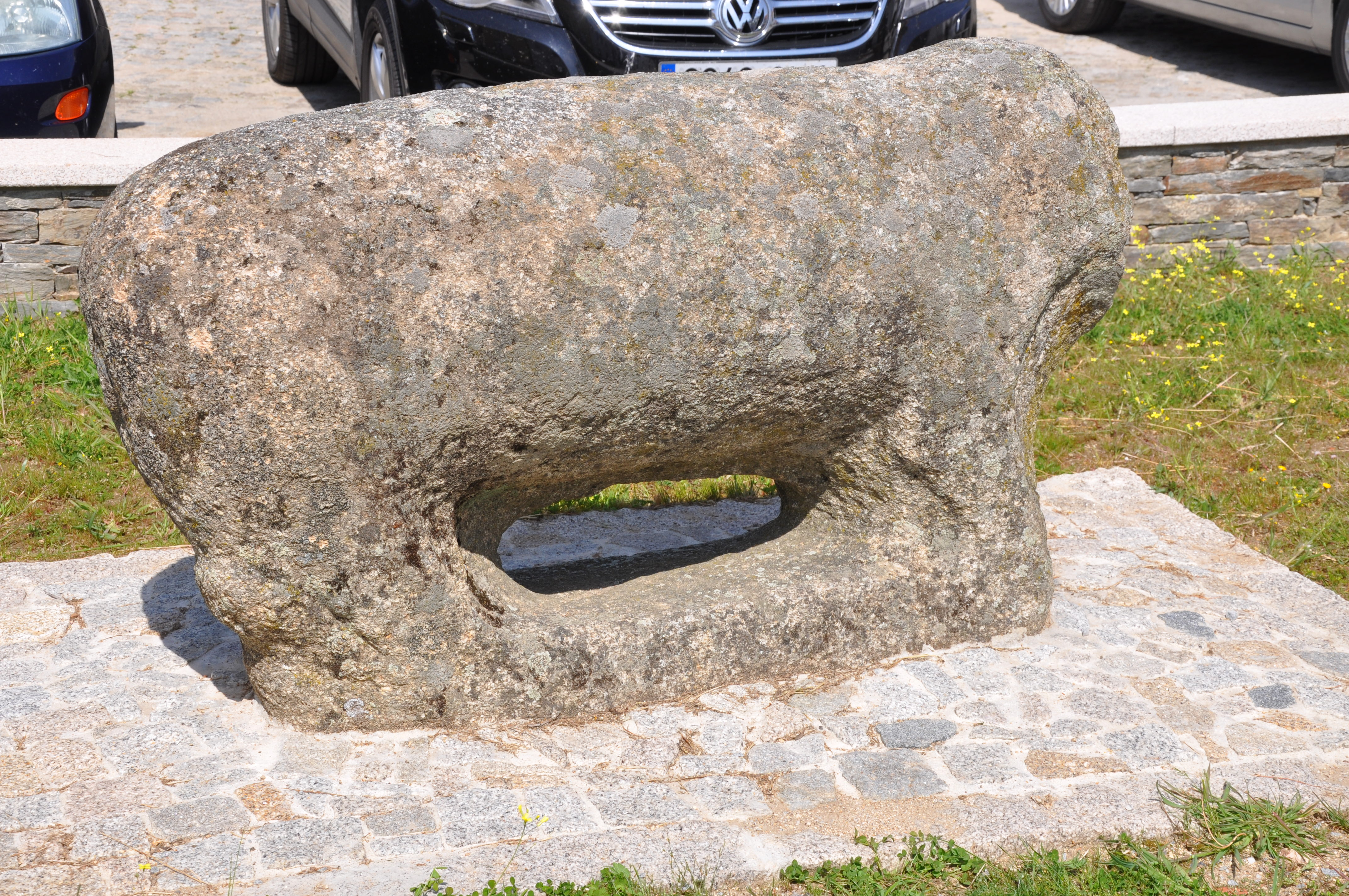
Die keltische Skulptur von Picote

Felsmalereien und andere Funde belegen eine vorgeschichtliche Besiedlung. Hier bestanden mindestens drei befestigte Siedlungen der Castrokultur. Die 1952 gefundene Skulptur einer Sau bezeugt die heidnisch-religiösen Bräuche, die bis ins 4. Jahrhundert v. Chr. hier praktiziert wurden. Danach wurde das Gebiet Teil des Römischen Reichs. In der Folge wurde es christianisiert und umstrukturiert. Die umliegenden Castros wurden aufgegeben, und das Castro Castelhar erlangte als Civitas eine regionale Bedeutung als Verwaltungsort. Es wurden u. a. Überreste einer Villa rustica und über 20 römische Grabmäler aus Marmor gefunden, die sich heute in Museen in Miranda do Douro und der Distrikthauptstadt Bragança befinden.
Die Mauren eroberten ab 711 fast die gesamte Iberische Halbinsel, jedoch ist nicht bekannt, dass sich Araber im heutigen Picote aufgehalten haben. Im Verlauf der Reconquista wurde hier jedoch wahrscheinlich eine kleine Festung angelegt, in die zeitweilig Menschen flohen, wie die Funde mittelalterlicher Keramik und einer leónesischen Münze vermuten lassen. Da in den verschiedenen königlichen Erhebungen des 13. Jahrhunderts Picote als bereits bestehende Gemeinde geführt wurde, war der Ort vermutlich durchgehend bewohnt. 1530 zählte er nur noch 62 Einwohner.

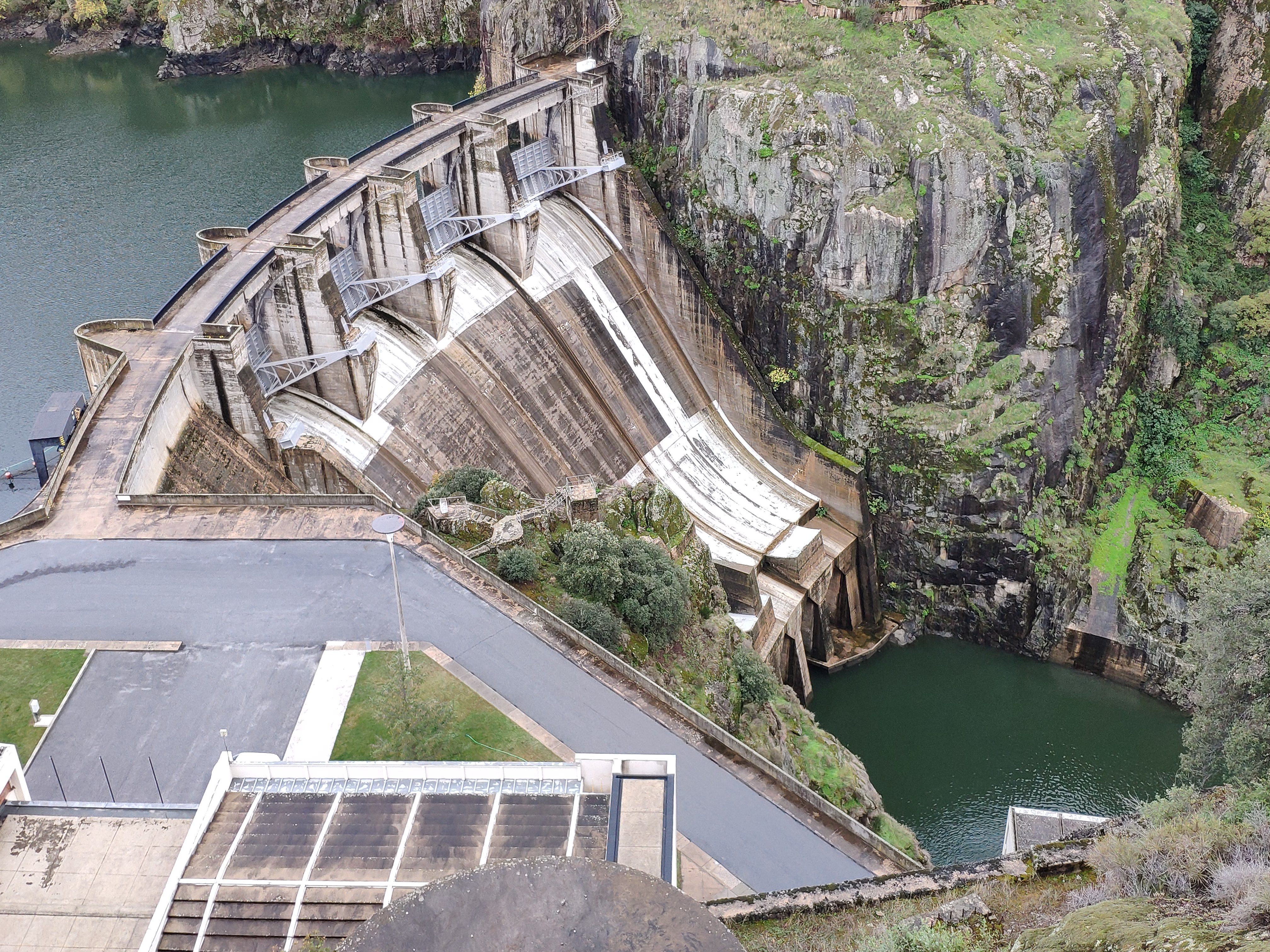
Die Talsperre Picote

1796 lebten hier 227 Menschen. 90 lebten von der Landwirtschaft, während die anderen Wolle herstellten oder Schneider, Schmiede und Zimmerleute waren. Auch die Herstellung von Ziegeln und Seide ist zu nennen. Bis ins 20. Jahrhundert wurde hier in Handarbeit Wolle hergestellt und bearbeitet, Leinen gesponnen, Körbe geflochten, Olivenöl und Wein hergestellt, Schnaps gebrannt, Tauben gezüchtet und Brot gebacken, teils unter Nutzung der Wassermühlen am Bach des Dorfes, der hier in den Douro fließt.
Einen Entwicklungsschub erhielt Picote durch den Bau der Talsperre Picote ab 1953. Mit der Eröffnung 1958 zogen die Bauarbeiter ab, und es blieben die Angestellten des Wasserkraftwerks und ihre Familien, für die ein modernes Viertel außerhalb des Dorfes entstand. Zu der abnehmenden Zahl der Angestellten kam in den 60er und 70er Jahren eine Auswanderungswelle, u. a. nach Frankreich. Nach der Verlagerung aller Betriebseinrichtungen in zentrale Kontrollzentren verließen in den 1990er Jahren schließlich auch die restlichen verbliebenen Angestellten der Kraftwerke den Ort.
Die Abwanderung aus der Gemeinde hält durch hier fehlende wirtschaftliche Impulse bis heute weiter an, ähnlich der meisten anderen Gemeinden der Region. Picote blieb nach der administrativen Neuordnung in Portugal 2013 dennoch eine eigenständige Gemeinde, während im Kreis Miranda do Douro eine Reihe anderer, ebenfalls schrumpfende Gemeinden zusammengefasst wurden.

## Kultur und Sehenswürdigkeiten

### Picote

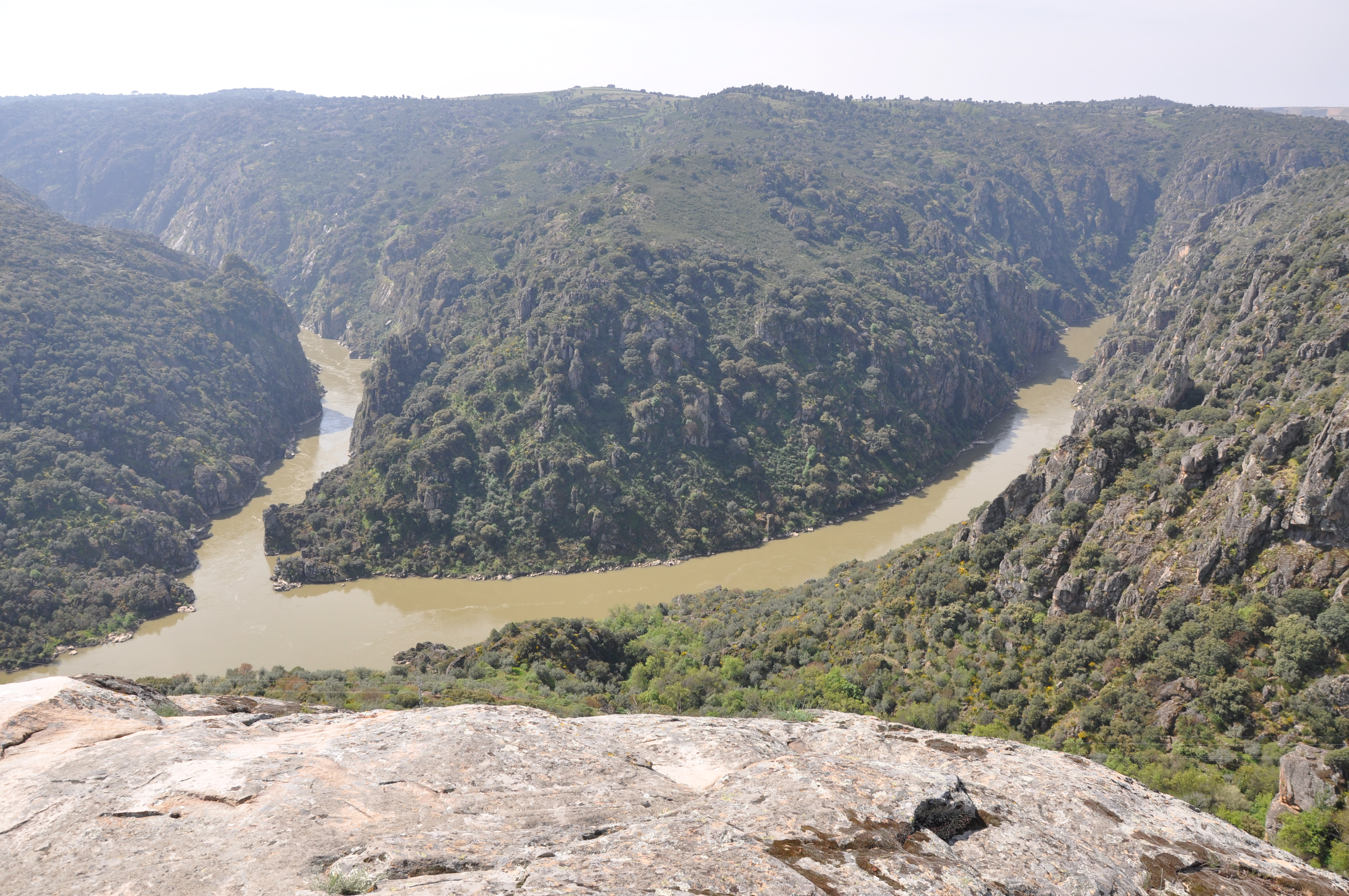
Blick vom Miradouro Fraga do Puio
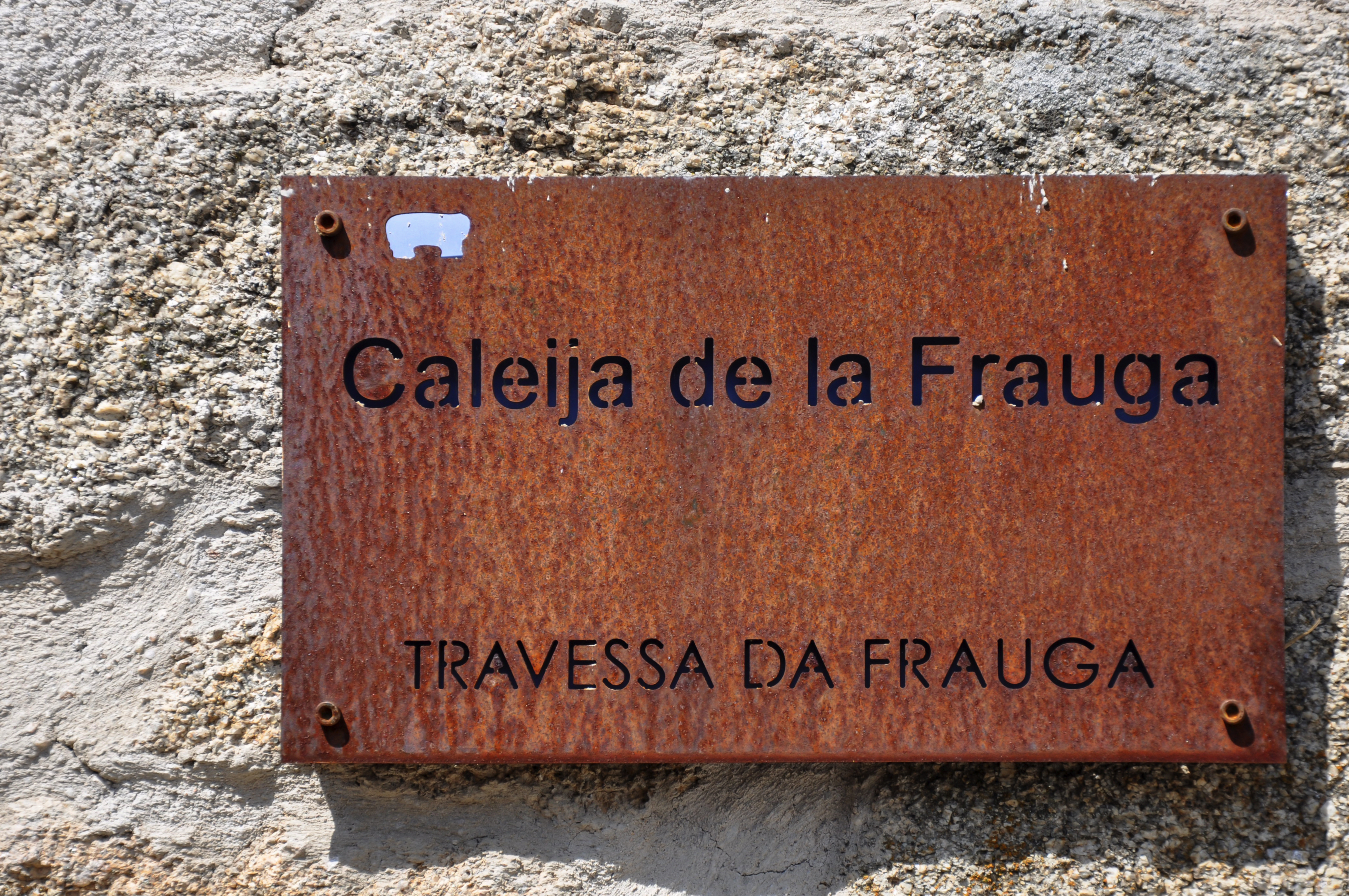
Straßenschild in Picote: oben Mirandesisch, unten Portugiesisch

Picote ist einer der Orte, in denen das Mirandesisch gesprochen wird, der einzigen Regionalsprache in Portugal. In Picote sind daher die Straßenschilder zweisprachig, Mirandesisch und Portugiesisch.
Zu den Baudenkmälern der Gemeinde zählen u. a. verschiedene Sakralbauten, historische Steinbrunnen und die Reste einer mittelalterlichen Militäreinrichtung, der Atalaia de Esculca.
Im Gemeindegebiet sind im Rahmen von Vogelbeobachtung eine Vielzahl Vögel zu sehen, darunter Adler. Ein besonders geeigneter Ort ist der Miradouro Fraga do Puio (mirandesisch: Peinha de l Puio), der eine weite Aussicht auf das Umland und den Douro gewährt.
Picote liegt im Naturschutzgebiet Internationaler Naturpark Douro (portugiesisch Parque Natural do Douro Internacional). Wanderwege und Lehrpfade sind hier angelegt.

### Die Talsperre Picote und ihr Wohnkomplex

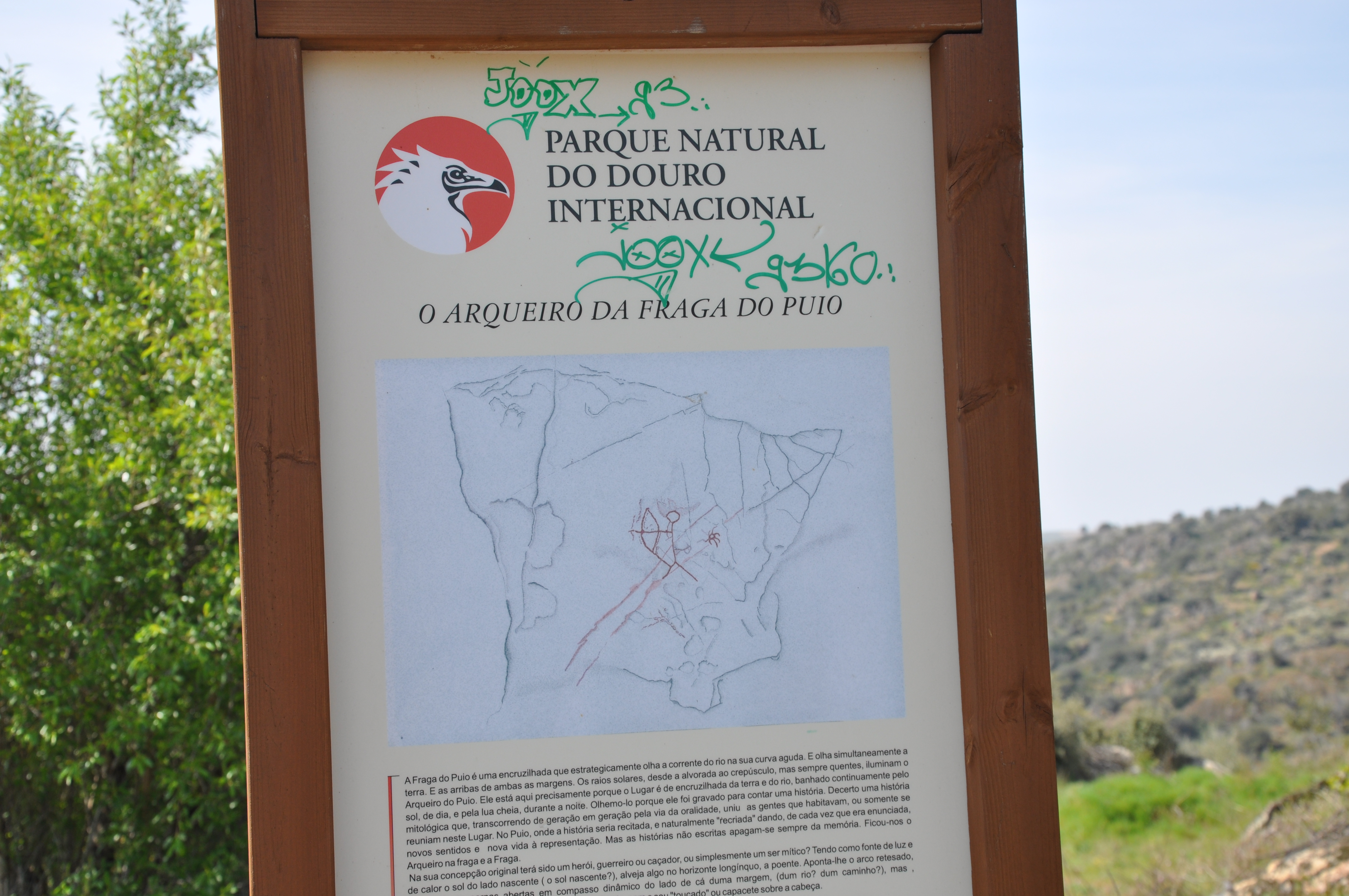
Tafel bei Picote im internationalen Naturpark Douro

Unweit des Ortes liegt die 1958 in Betrieb genommene Talsperre Picote. In dem Zusammenhang entstand das nach den Grundsätzen einer idealen Stadt konzipierte Dorf Barrocal do Douro. Es bestand aus Wohnvierteln mit Doppelhaushälften und Funktionsgebäuden und beherbergte Angestellte und Familien des Energieunternehmens (der spätere EDP) und zuvor die Mitarbeiter der am Bau beteiligten Unternehmen. Nachdem in den 1990er Jahren Betrieb und Kontrolle des Wasserkraftwerks in zentralen Stellen zusammengeführt wurden, verfiel der avantgardistische Ort zunehmend. Die Kreisverwaltung Miranda do Douro erstand 2000 einige Gebäude und richtete dort u. a. eine Jugendherberge ein. Ab 2002 wurde ein Konzept zur Restaurierung und Aufwertung des Dorfes entwickelt. Seit 2011 steht das Dorf unter Denkmalschutz.

## Verwaltung

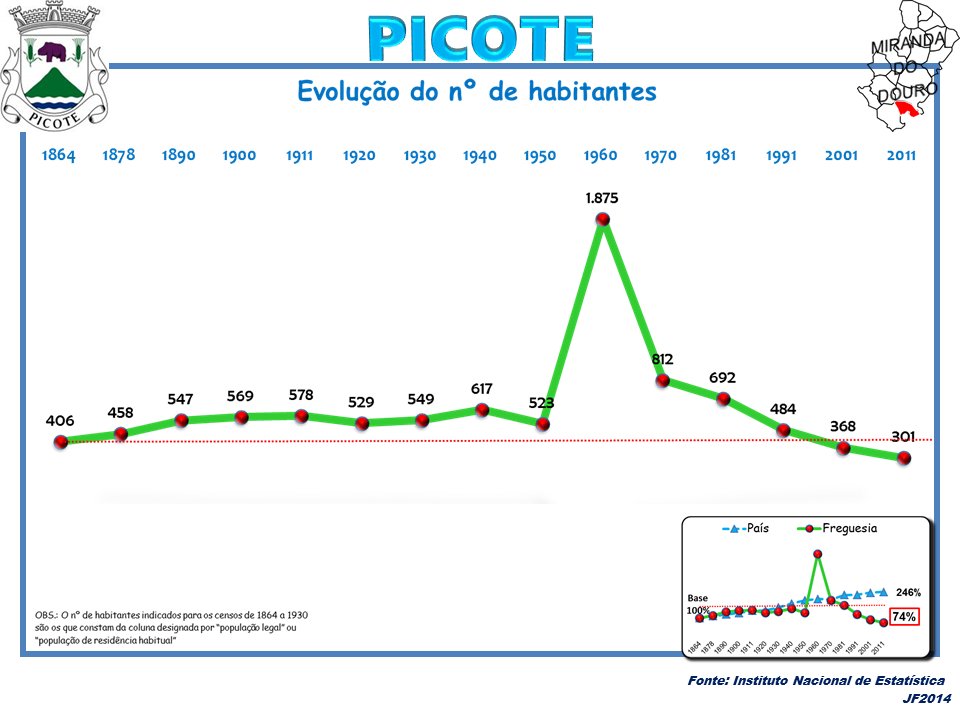
Bevölkerungsentwicklung Picotes

Picote ist eine Gemeinde (Freguesia) im Kreis (Concelho) von Miranda do Douro, im Distrikt Bragança. In der Gemeinde leben 230 Einwohner (Stand 19. April 2021). Im Zusammenhang mit dem Bau der Talsperre Picote hatte sich die Bevölkerungszahl zwischenzeitlich der Zahl 2000 genähert, um seither stetig abzunehmen. Die Gemeinde liegt in einer als besonders strukturschwach geltenden Region Portugals.
Die Gemeinde besteht aus zwei Ortschaften:
- Barrocal do Douro
- Picote